# حیدرآباد (مانه و سملقان)
حیدرآباد روستایی در دهستان آلمه بخش سملقان شهرستان مانه و سملقان استان خراسان شمالی ایران است.

## جمعیت
بر پایه سرشماری عمومی نفوس و مسکن در سال ۱۳۹۵ جمعیت این مکان ۴۵۳ نفر (۱۴۷ خانوار) بوده‌است.